# Lorraine-Dietrich 120 CV
Lorraine-Dietrich 120 CV ist die Bezeichnung für mehrere Rennwagen von Lorraine-Dietrich in Frankreich. CV ist ein Hinweis auf Cheval fiscal, die damalige steuerliche Einstufung in Frankreich.

## Die Modelle im Einzelnen
- Lorraine-Dietrich Type EX von 1906
- Lorraine-Dietrich Type FR 2 von 1908
- Lorraine-Dietrich Type FX von 1907